# Tellin’ Stories
Tellin’ Stories — пятый студийный альбом британской рок-группы The Charlatans, изданный 21 апреля 1996 года английским инди-лейблом Beggars Banquet Records. Завершив турне в поддержку четвертого альбома 1995 года с собственным названием в начале 1996 года, вокалист Тим Берджесс и гитарист Марк Коллинз отправились в коттедж у озера Уиндермир, чтобы написать материал. Вскоре после этого они провели пробную сессию записи в Рокфилде в Рокфилде, Монмутшир, прежде чем основные сессии начались с Пасхи 1996 года в близлежащей студии Monnow Valley Studio с группой, инженером Дэйвом Чарльзом и инженером Риком Питом в качестве продюсеров. На середине записи клавишник Роб Коллинз попал в смертельную автокатастрофу. Группа привлекла Мартина Даффи из Primal Scream, чтобы он помог закончить запись, которая завершилась в начале 1997 года. Tellin' Stories — это альбом в стиле бритпоп, хип-хоп-соул и рок, который сравнивали с творчеством Патти Смит и Нила Янга.
Tellin’ Stories получил в целом благоприятные отзывы от музыкальных критиков, некоторые из которых отметили смешение жанров, а многие — смерть Коллинза и зрелость группы. Альбом возглавил чарты в Шотландии и Великобритании, а также попал в чарты Норвегии и Швеции. Все четыре сингла альбома попали в топ-40 в Шотландии и Великобритании, причем «One to Another» занял первое и третье места соответственно. Песня «North Country Boy» также стала номером один в Шотландии. Melody Maker, NME и Vox включили альбом в свои списки лучших релизов года, а Q включил его в список 100 лучших альбомов 1990-х годов. В Великобритании альбом был сертифицирован как платиновый; в той же стране «One to Another» и «North Country Boy» были сертифицированы как серебряные.

## История
The Charlatans выпустили свой четвёртый студийный альбом с собственным названием в августе 1995 года на лейбле Beggars Banquet Records. Он возглавил альбомные чарты в Шотландии и Великобритании; из трёх синглов «Just When You’re Thinkin' Things Over» был самым успешным, достигнув пятого места в Шотландии и 12-го места в Великобритании. Этому способствовало турне по Соединённым Штатам, поездка по континентальной Европе и два выступления в Великобритании в начале 1996 года. После этого они провели время дома, сочиняя материал для следующего альбома. Гитарист Марк Коллинз попросил руководство группы найти отдалённый уголок Озёрного края, где он и вокалист Тим Бёрджесс могли бы поработать над идеями.

## Композиция
В музыкальном плане звучание Tellin’ Stories описывается как брит-поп, хип-хоп-соул и рок. Блант описал его как смесь между Searching for the Young Soul Rebels (1980) группы Dexys Midnight Runners и Let It Bleed (1969) группы Rolling Stones. Критики сравнивали его с Let It Bleed, а также с Tonight’s the Night (1975) Нила Янга и Gone Again (1996) Патти Смит.

## Отзывы
| Оценки критиков                   | Оценки критиков |
| Источник                          | Оценка          |
| --------------------------------- | --------------- |
| AllMusic                          | [ 13 ]          |
| The Encyclopedia of Popular Music | [ 14 ]          |
| Entertainment Weekly              | B               |
| The Guardian                      | [ 16 ]          |
| NME                               | 8/10            |
| Q                                 | [ 18 ]          |
| Rolling Stone                     | [ 9 ]           |
| The Rolling Stone Album Guide     | [ 19 ]          |

Описывая приём критиков, Уиллс сказал: «Если раньше к The Charlatans относились как к приемлемому полувозвращению, то этот альбом считался настоящим событием». Он добавил, что различные сравнения проводились со смесью жанров, представленных на альбоме, а также с группами 1960-х годов, при этом большое внимание уделялось «выживанию Charlatans, а не его причинам», а смерть Коллинза затушевала музыкальный рост группы.
Робб считает, что «качество альбома не упало» по сравнению с прошлыми релизами, поскольку группа показывает, что она «полновесна, решительна, уверена в своих силах». Том Лэнхэм из Entertainment Weekly написал, что группа «противостоит смерти […] с изяществом, достоинством и новой творческой самоотдачей» на альбоме. Майерс считал, что они сделали «прочный альбом, который является подходящей данью уважения» Робу Коллинзу, добавив, что он «звучит слаженно, и группа кажется более единой, чем когда-либо». Стив Тейлор в своей книге «The A to X of Alternative Music» (2006) сказал, что группа получила «сосредоточенность и эмоциональную глубину», которых не хватало предыдущим релизам.
Автор Rolling Stone Джейсон Коэн сказал, что группа «скрестила индустриальную хип-хоп душу с энергичными, мелодичными влияниями рока 60-х, но они никогда не позволяли своему постмодернизму отвлекать от базовой простоты хорошо сделанных песен и бессовестного рока». Мортон считает, что группа «довела свою жизнерадостность до предела», так как «пламя стойкости горит на протяжении всего альбома». Он сказал, что, хотя «потоки лирики Бёрджесса с надеждой и болью все ещё остаются лирикой растерянного ребёнка, изливающего своё сердце», они «прыгают на десять футов выше цинизма», когда их поддерживает гитарная работа Марка Коллинза. Тейлор похвалил тексты Бёрджесса за то, что они «более сдержанные и менее карикатурные», чем у современников Black Grape. Тим Кеннеди из Consumable Online был впечатлён тем, что тексты «больше не детские», поскольку Бёрджесс теперь «часто полагается на довольно заезженные клише хорошего времени шестидесятых».
Pitchfork поставил пластинку на 29-е место в списке 50 лучших бритпоп-релизов. Альбом был также включен в книгу 1001 Albums You Must Hear Before You Die. Песня «One to Another» победила в номинации «Сингл десятилетия» на Loaded Awards, на что Берджесс заметил: «Я бы выбрал что-нибудь другое. Возможно, „Tellin' Stories“».

## Список композиций
Все песни написаны Мартином Блантом, Джоном Бруксом, Тимом Бёрджессом, Марком Коллинзом и Робом Коллинзом.
| №   | Название                | Producer                    | Длительность |
| --- | ----------------------- | --------------------------- | ------------ |
| 1.  | «With No Shoes»         | The Charlatans Dave Charles | 4:42         |
| 2.  | «North Country Boy»     | The Charlatans Charles      | 4:04         |
| 3.  | «Tellin' Stories»       | The Charlatans Charles      | 5:13         |
| 4.  | «One to Another»        | The Charlatans Charles      | 4:29         |
| 5.  | «You're a Big Girl Now» | The Charlatans Charles      | 2:49         |
| 6.  | «How Can You Leave Us»  | The Charlatans Charles      | 3:45         |
| 7.  | «Area 51»               | The Charlatans Ric Peet     | 3:36         |
| 8.  | «How High»              | The Charlatans Charles      | 3:05         |
| 9.  | «Only Teethin · »       | The Charlatans Charles      | 5:19         |
| 10. | «Get on It»             | The Charlatans Charles      | 5:56         |
| 11. | «Rob's Theme»           | The Charlatans Charles Peet | 3:54         |

## Чарты
| Чарт (1997)                       | Высшая позиция |
| --------------------------------- | -------------- |
| Норвегия (VG-lista)               | 37             |
| Шотландия (Scottish Albums Chart) | 1              |
| Швеция (Sverigetopplistan)        | 35             |
| Великобритания (UK Albums Chart)  | 1              |

## Сертификации
| Регион                                                      | Сертификация | Продажи  |
| ----------------------------------------------------------- | ------------ | -------- |
| Великобритания (BPI)                                        | Золотой      | 100 000^ |
| ^ Данные о тиражах приведены только на основе сертификации. |              |          |